# وأد البنات
الإجهاض بسبب جنس الجنين (أشير له قديما بمصطلح مقارب وهو وأد البنات) يعني التخلص من جنين حي ما بسبب جنسه، ويتم الأمر في مناطق يتم فيها تفضيل الأطفال الذكور عن الإناث. تتم هذه الممارسة حالياً في مناطق تقوم فيها العادات والتقاليد والثقافة المحلية بتفضيل الذكور عن الإناث. وهناك مجتمعات لاتزال توجد بها هذه الظاهرة مثل جمهورية الصين الشعبية وباكستان والهند. ويعود السبب إلى بنية المجتمعات الشعبية القائمة على النظام الأبوي الذكوري التقليدي التي يمارس التمييز الممنهج ضد الإناث ويعطي الذكر أهمية ومكانة مجتمعية أعلى من الأنثى. وهو مفهوم مختلف عن الإجهاض لأنه يحدث بعد اكمال فترة الحمل كلها وولادة الطفل عندما لا يكون الإجهاض متوفراً.

## تاريخه عند العرب
وأد الموؤودة في لغة العرب يعني دفنها صغيرة في القبر وهي حية. واشتقاق ذلك من قولهم «قد آدَهَا بالتراب» أي أثْقَلَها به. وذكر الهيثم بن عدي أن الوأد كان مستعملا في قبائل العرب قاطبة وكان يستعمله واحد ويترك عشرة فجاء الإسلام وقد قلَّ ذلك فيها إلا من بني تميم فإنه تزايد فيهم ذلك قبل الإسلام.
في الجاهلية درج سلوك وأد البنات، وهو سلوك متعارف عليه ينحدر من فكرة أن البنت هي سبب من أسباب جلب العار، وعندما أتى الإسلام كافح تلك الفكرة ونهى عن إتباع مثل ذلك السلوك، واعتبره جزءا من الجاهلية التي تحمل الخطأ والحرام في كثير من سلوكياتها، وفي المقابل أمر باحترام المرأة كأم وزوجة وابنة وأخت، واعتبر أنها أساس كبير في بناء المجتمع، بل اعتمد عليها كثيرا في تربية الأبناء ورعايتهم.
قال قتادة: «كان مضر وخزاعة يدفنون البنات أحياء، وأشدّهم في هذا تميم. زعموا خوف القهر عليهم، وطمع غير الأكفاء فيهن».
ويرى كثيرون أن أول من وأد البنات من العرب هو قيس بن عاصم المنقري التميمي، لأنه خشي أن يخلف على بناته من هو غير كف لهن. وكان قد وأد ثماني بنات.
قال القلقشندي: «إن العرب كانت تئد البنات خشية العار وممن فعل ذلك قيس بن عاصم المنقري وكان من وجوه قومه، ومن ذوي المال. وسبب قتله لبناته أن النعمان بن المنذر غزا بني تميم بجيش فقام الجيش فسبوا ذراريهم. فأنابه القوم وسألوه أن يحرر أسراهم فخيَّرَ النعمان النساء الأسيرات فمنهن من اختارت أبوها فردَّها لأبيها ومن اختارت زوجها ردَّها لزوجها فاخترن آباءهن وأزواجهن. إلا امرأة قيس بن عاصم فاختارت الذي أسرها فأقسم قيس بن عاصم أنه لا يولد له ابنة إلا قتلها فكان يقتلهن».
وجاء قيس بن عاصم إلى النبي محمد فقال: «يا رسول الله إني قد وأدت بنات لي في الجاهلية» فقال له: « أعتق عن كل واحدة منهن رقبة»، فقال: «يا رسول الله إني صاحب إبل» قال: « فانحر عن كل واحدة منهن بدنة».
وفيها نزلت آية في القرآن هي: ﴿وَإِذَا الْمَوْءُودَةُ سُئِلَتْ ۝٨ بِأَيِّ ذَنْبٍ قُتِلَتْ ۝٩﴾

## الصين
لدى الصين تاريخ في وأد البنات يمتد عبر 2000 سنة. عندما وصل المبشرون المسيحيون في نهاية القرن السادس عشر، اكتشفوا أن وأد البنات كان قيد الممارسة –حيث كانت ترمى الأطفال حديثة الولادة في الأنهار أو في أكوام القمامة. وفي القرن السابع عشر، وثق ماتيو ريتشي أن هذه الممارسة وقعت في العديد من أقاليم الصين وان السبب الرئيسي لهذه الممارسة كان الفقر.
في القرن التاسع عشر، كان وأد البنات منتشرا. توضح نصوص من عهد سلالة تشينغ انتشار مصطلح ني نو أي إغراق البنات، وقد كان الإغراق الطريقة الأكثر شيوعا لقتل الإناث من الأطفال. ومن الطرق الأخرى المستخدمة كان الخنق والتجويع. كان ترك الأطفال لعوامل الطبيعة طريقة أخرى لقتلهم، حيث كان يترك الطفل في سلة ويوضع على شجرة. صنعت الراهبات البوذيات «أبراج الأطفال» من أجل أن يضع الناس فيها الطفل، ولا يزال غير واضح ما إذا كان الطفل يترك لكي يتم تبنيه أو يُترك عندما يكون قد مات بالفعل وينتظر دفنه. في عام 1845 في مقاطعة جيانغشي، كتب مبشر أن هذه الأطفال نجت لما يصل إلى يومين أثناء تركهم لعوامل الطبيعة، ولم يكن من يعبرون بجوارهم يعيرونهم اهتمامهم.
مارست معظم أقاليم الصين وأد البنات أثناء القرن التاسع عشر. في عام 1878، جمع المبشر اليسوعي الفرنسي غابرييل بالاتر[12] وثائق من 13 إقليم، وقد وجدت جمعية الطفولة المقدسة دليلا على وأد الأطفال في شانشي وسيتشوان. وفقا للمعلومات التي جمعت من قبل بالاتر، فإن هذه الممارسة كانت منتشرة بشكل أكبر في الأقاليم الجنوب شرقية وفي منقطة نهر يانغزي السفلى.
في الصين، لم يتم التغاضي عن وأد الإناث بشكل كامل. كانت البوذية بالأخص شديدة في تجريمها له. كتب البوذيون أن قتلك لابنتك الصغيرة سيجلب لك كارما سيئة، والعكس بالعكس، فأولئك الذين أنقذوا حياة فتاة صغيرة إما بالتدخل أو هدايا مالية أو طعام سيفوزون بكارما جيدة، تقودهم إلى حياة مزدهرة، وتهب أبنائهم حياة طويلة وناجحة. ومع ذلك، فقد كان الاعتقاد البوذي في التناسخ يعني أن موت الرضيع لم يكن نهائيا، إذ أن الطفل سيولد من جديد. وقد خفف هذا الاعتقاد من الشعور بالذنب حيال واد البنات.
كان الموقف الكونفوشيوسي من وأد البنات متضاربا. فبتفضيل العمر على الشباب، قلل بر الوالدين الكونفوشيوسي من قيمة الأطفال. أدى التشديد الكونفوشيوسي على العائلة إلى زيادة المهور، مما أدى إلى ان تصبح البنات أكثر كلفة في التنشئة مقارنة بالأولاد، مما أدى إلى أن تشعر العائلات بعدم استطاعتهم أعدادا مماثلة من البنات. كانت العادة الكونفوشيوسية التي تقتضي إبقاء الذكر داخل العائلة تعني أن المال الذي سينفق على تنشئة الفتاة ومهرها سيضيع عندما تتزوجا، وبذلك دُعيت الفتيات بسلع خسارة المال. وبالضد من ذلك فإن الاعتقاد الكونفوشيوسي في الرين أدى إلى دعم مفكري الكونفوشيوسية لفكرة أن وأد البنات خائطة وأن هذه الممارسة ستؤدي إلى اختلال التوازن بين الين واليانغ.
نصت ورقة بيضاء نشرتها الحكومة الصينية في عام 1980 على أن ممارسة وأد البنات «شر إقطاعي».[b] يعتبر الموقف الرئيسي للدولة أن هذه الممارسة منتقلة لهذا العصر من العصر الإقطاعي، وليس نتيجة لسياسة الطفل الواحد في البلاد. ومع ذلك، فإن جينغ باو ناي يجادل بأنه رغم ذلك فمن غير المعقول أن نعتقد أنه ما من رابط بين سياسات تنظيم الأسرة للدولة ووأد البنات.

## الهند
يعتبر نظام المهر في الهند من أسباب وأد البنات، فعلى مدار فترة تمتد إلى قرون أصبح هذا النظام راسخا في الثقافة الهندية. ورغم الخطوات التي تتخذها الحكومة لإلغاء نظام المهور، فإن النظام لا يزال قائما، وبالنسبة للعائلات الأكثر فقرا في المناطق الريفية فإن وأد البنات والإجهاض على أساس الجنس يرتبط بالخوف من عدم المقدرة على تجميع مهر مناسب، وما يترتب على ذلك من نبذ اجتماعي.
في عام 1789، وأثناء الحكم الاستعماري البريطاني للهند، وجد البريطانيون أن وأد البنات معترف به علنا في أتر برديش.

## الانتشار
الإجهاض بسبب جنس الجنين يعتبر أكثر شيوعًا في جنوب وشرق آسيا، بما في ذلك أجزاء من جمهورية الصين الشعبية وكوريا وتايوان والهند وباكستان.
من الممكن أن الإجهاض بسبب جنس الجنين سبب في زيادة الخلل في التوازن بين نسب الجنسين من مختلف البلدان الآسيوية. وقدرت الدراسات أن بحلول عام 1995، الإجهاض بسبب جنس الجنين زاد من نسبة الذكور والإناث عن المتوسط الطبيعي من 105-106 ذكور لكل 100 أنثى إلى الذكور 113 لكل 100 أنثى في كل من كوريا الجنوبية والصين، و 110 ذكور لكل 100 أنثى في تايوان و 107 ذكور لكل 100 أنثى بين السكان الصينيين الذين يعيشون في سنغافورة وأجزاء من ماليزيا. ومع ذلك، بالرغم من انشار عمليات الإجهاض بسبب جنس الجنين فإن هذه النتائج لا وجود لها في كوريا الشمالية، ربما بسبب محدودية فرص الحصول على التكنولوجيات الجنس اختبارات ما قبل الولادة. وأسوأ أن نسبة على الإطلاق هي في مدينة ليانيونقانغ، الصين، حيث نسبة الذكور والإناث هي 163 الفتيان لكل 100 من الفتيات تحت سن الخامسة.

## الآثار الاجتماعية
التحيز ضد المرأة يمكن أن يؤثر على نطاق واسع في المجتمع، ويقدر أنه بحلول عام 2020 يمكن أن يكون هناك أكثر من 35 مليون شاب «فائض ذكور» في الصين و 25 مليون في الهند.

## وصلات خارجية
- مقالة حول وأد البنات